# Moritz Trompertz
Moritz Trompertz est un joueur allemand de hockey sur gazon né le 21 septembre 1995 à Cologne. Il a remporté avec l'équipe d'Allemagne la médaille de bronze du tournoi masculin aux Jeux olympiques d'été de 2016 à Rio de Janeiro.

## Palmarès
- Jeux olympiques d'été de 2016 à Rio de Janeiro
  -  Médaille de bronze.